# Eksplosionerne i Tianjin
Eksplosionerne i Tianjin  var to eksplosioner i en havn (verdens 10.-største havn) i et industrikvarter i den østkinesiske millionby Tianjin (150 km sydøst for Beijing), der fandt sted med et halvt minuts mellemrum onsdag den 12. august 2015 klokken 23.20, lokal tid. Eksplosionerne havde en kraft på hhv. 3 og 21 tons TNT. Kraften bag den anden eksplosion svarede til 2,7 på Richterskalaen.
Myndighederne holdt såvel journalister som befolkningen på flere kilometers afstand af ulykken og slettede indlæg på det sociale medie Weibo, for at kontrollere, hvilke oplysninger, der blev offentliggjort om ulykken.
Der er blevet frigivet satellitbilleder, optaget af et japansk meteorologisk institut, der viser, at eksplosionerne kan ses fra rummet.

## Baggrund
Det vurderes, at årsagen til eksplosionerne var, at brandfolk forinden havde brugt vand til at slukke en brand i en container, hvilket fik tilstedeværelsen af både ammoniumnitrat, kaliumnitrat og calciumcarbid, der hver for sig kan føre til eksplosioner, til at forårsage de to eksplosioner. Efterfølgende er 200 specialister i kemiske stoffer af hæren blevet sat til at teste byens luft, for at undersøge indholdet af giftige gasser.
Eksplosionerne, der kunne mærkes på ti kilometers afstand, stammede fra en lagerbygning, ejet af firmaet Tianjin Dongjiang Port Ruihai International Logistics, hvor der blev opbevaret farligt gods. Efter fund af natriumcyanid  på ulykkesstedet har myndighederne evakueret en skole samt personer, der bor i nærheden. 

## Konsekvenser
Eksplosionerne kostede 173 mennesker livet og sårede omkring 700. Ubekræftede rygter taler dog om flere end 500 dræbte. heraf mindst 50 brandmænd . Udover de menneskelige konsekvenser blev der ødelagt flere tusinde biler af mærkerne Renault, Hyundai Toyota og Volkswagen, der befandt sig i området. Skibscontainere sprang i luften og krøllede sammen. Desuden er udløbet til havet afspærret, for at forhindre lækage af kemikalier til Det Gule Hav. Trykbølgen trykkede ruder ind, så glasskår lå inde i bygningerne.